# 2mm 콜리브리

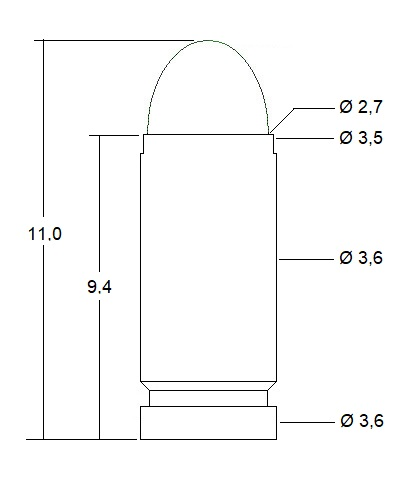

2mm 콜리브리(2mm Kolibri, 2.7mm 콜리브리 카 피스톨 또는 2.7×9mm 콜리브리로도 알려짐)는 상업적으로 이용 가능한 가장 작은 중앙 격발식 탄약으로, 1910년에 특허를 받고 1914년에 오스트리아의 시계 제작자 프란츠 파늘이 게오르크 그랍너의 재정 지원을 받아 출시했다. 콜리브리 반자동 권총 또는 단발 권총과 함께 사용하도록 설계되었으며, 둘 다 자기 방어용 무기로 판매되었지만 다소 위력이 약했다.
이름은 가장 작은 새 중 하나인 벌새를 뜻하는 독일어 콜리브리에서 유래했다.

## 배경
이 탄약은 무게 5.3g(82그레인)이며, 가장 넓은 지점의 길이는 3.6 밀리미터 (0.14 in), 뇌관의 바닥부터 탄두 끝까지의 길이는 11 밀리미터 (0.43 in)이다. 이 탄약은 탄피의 입구에 헤드스페이스가 맞춰진다. 탄두 자체는 0.2g(3그레인)이며, 일반적인 총구 속도는 200 미터 매 초 (660 ft/s)로 추정되며, 이는 4줄(3 ft-lbs)의 총구 에너지를 발생시킨다. 이를 비교하자면, 일반인의 주먹은 10~15줄(7~11 ft-lbs)의 에너지를 가지므로, 이 탄약은 주먹보다 에너지가 적다.
이 탄약은 잘 받아들여지지 않았다. 2mm 콜리브리의 작은 크기는 개별 탄약을 다루고 장전하기 어렵게 만들며, 탄두 자체도 상당히 약해서 당시 문헌에 따르면 이 탄약은 소나무 판자를 10–40 mm (0.39–1.57 in)만 관통할 수 있었다. 또한 이 탄약은 당시 기술이 그렇게 작은 구경의 총신에 강선을 적용할 수 없었기 때문에 탄두에 회전이 없어 정확도 문제가 있었다.
총기의 약점과 부정확성 때문에 2mm 콜리브리는 핸드백 안에 들어갈 만큼 작은 여성용 자기 방어 무기로 광고되었다. 강도의 가슴이나 팔다리에 맞으면 효과적이지 않을 수 있지만, 공격자의 얼굴에 맞으면 잠재적으로 어느 정도의 피해를 입힐 수 있었다. 제1차 세계 대전 발발과 함께 1914년에 단종되었다.
2mm 총은 시리즈에서 3mm 및 4mm 무기로 대체되었고, 이 시리즈는 1938년에 단종되었다.
관련 총기 시리즈와 마찬가지로, 이 총은 약 천 개 정도만 생산되었으며 현재는 수집품이다. 지금까지 생산된 가장 작은 중앙 격발식 탄약을 발사한다는 점이 주목할 만하다.

## 같이 보기
- 권총 탄약 목록
- 2mm 구경
- 권총 및 소총 탄약표